# Londen in gevaar (stripalbum)
Londen in gevaar is het 19de stripalbum uit de reeks Lefranc, bedacht door Jacques Martin, geschreven door André Taymans en Alain De Kuyssche, en getekend door André Taymans en Erwin Drèze, waarbij Raphaël Schierer en Doris Drèze hielpen bij de achtergronden. De inkleuring werd verzorgd door Bruno Wesel.
De eerste publicatie was ook meteen het eerste album. Het album werd in juni 2008 uitgegeven door uitgeverij Casterman als softcover met nummer 19 in de serie Lefranc. 
Deze uitgave kent anno 2020 geen herdrukken. 

## Het verhaal
Er wordt een aanslag gepleegd op Wimbledon in Londen, inmiddels de achtste in korte tijd. Journalist Guy Lefranc heeft een theorie: hij ziet dat de datums van de aanslagen overeenkomen met datums waarop de nazi's nederlagen leden ten tijde van de Tweede Wereldoorlog. Lefranc gaat samenwerken met de Britse geheime diensten. Zij ontdekken dat wanneer de plaatsen van de aanslagen met lijnen met elkaar worden verbonden er een hakenkruis ontstaat met de wijk Pimlico in het midden. De organisatie Unser Welt, een nazi-organisatie, blijkt achter de aanslagen te zitten en probeert ook Lefranc om te brengen. Bij toeval komt hij erachter dat de organisatie een zeldzame orchidee uit Parijs had gestolen. Deze orchidee wordt vernietigd na politieonderzoek.
In Londen proberen de geheime diensten Lefranc op een zijspoor te zetten, maar hij trekt naar Pimlico, waar hij bij het achtervolgen van een zakkenroller terechtkomt in de ruïnes van bombardementen uit de Tweede Wereldoorlog. De jongen, Norman, blijkt een wees die hem helpt de geheimen van de achterbuurt te ontraadselen.
De organisatie wordt geleid door dokter Horst Mengel die de apocalyps wil afroepen over de stad door een bom tot ontploffing te brengen. Zijn hoofdkwartier bevindt zich in de achterbuurten van Pimlico. Hij beschikt over een computer die gevormd wordt door het brein van de wetenschapster Hannah Molnar inclusief emoties, een uitvinding van haar eigen hand. Mengel heeft haar ervan overtuigd dat de Engelsen schuldig zijn aan het uitroeien van haar familie.
De geheime diensten weten uiteindelijk het hoofdkwartier in te nemen, maar de bom wordt aangestuurd door de computer die Molnar is. Een extract van de orchidee in het plasma waarin zij ligt, zou haar kunnen stoppen. Lefranc probeert nog een orchidee te bemachtigen en op tijd naar het hoofdkwartier te brengen maar dat mislukt. Norman communiceert inmiddels met Molnar en vertelt haar dat zijn ouders zijn omgekomen in een concentratiekamp. Daarop ontstaat een band tussen Molnar en Norman als moeder en zoon. Zij schakelt zichzelf uit voordat de bom kan ontploffen.